# Фернандес Миранда де Батиста, Марта
Ма́рта Ферна́ндес Мира́нда де Бати́ста (исп. Marta Fernandez Miranda de Batista; 11 ноября 1923, Куба — 2 октября 2006, Палм-Бич, Флорида, США) — вторая супруга президента Кубы Фульхенсио Батисты. Первая леди Кубы с 1952 по 1959 год.

## Биография

### Начало замужества
Марта Фернандес Миранда родилась в 1923 году на Кубе.
В 1946 году Марта вышла замуж за Фульхенсио Батисту, бывшего президента Кубы в 1940-1944 годах. До брака с ней у Батисты уже была жена, Элиза Годинес, родившая ему троих детей. Вскоре после поражения Батисты на очередных президентских выборах он с Мартой переехал в США. Изначально собравшись поселиться в Палм-Бич (штат Флорида), потом они арендовали автомобиль и отправились на север Флориды. Здесь, в городе Дейтона-Бич, Батиста нанял агента по недвижимости и приобрёл большой дом на берегу реки.

### Первая леди

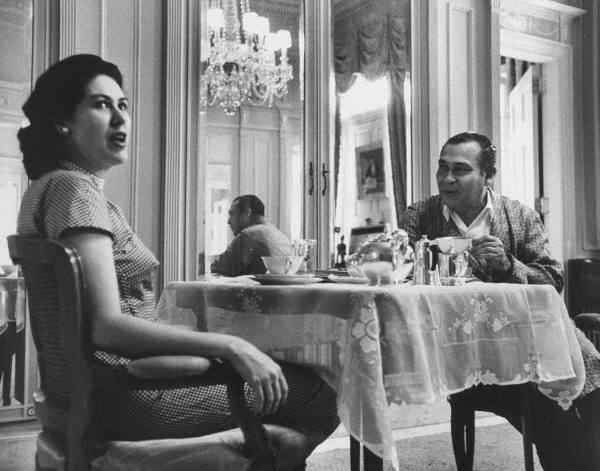
На завтраке с мужем в президентском дворце в Гаване, за восемь месяцев до Кубинской революции

Через несколько лет, в 1948 году, Батиста вновь вернулся на Кубу, где был заочно избран в Сенат. 10 марта 1952 года бывший президент и его сторонники осуществили государственный переворот, в результате которого Батиста вновь стал президентом Кубы, а его супруга — новой первой леди государства.
Важной заслугой Марты является то, что именно она убедила мужа начать строительство Национальной галереи в Гаване, которая теперь известна как Национальный музей изящных искусств Гаваны. По её инициативе для галереи были приобретены многие картины, как колониального, так и современного периода.

### В изгнании
1 января 1959 года Фульхенсио и Марта, а также их дети и ближайшее окружение, поспешно покинули Кубу, спасаясь от сил Кубинской революции, возглавляемой Фиделем Кастро. По словам ряда критиков, покидая остров, супруги увезли с собой не менее 700 000 $, в том числе, в дорогостоящих художественных полотнах из Национальной галереи.
Получив отказ на переезд в США, семья Батисты была принята в Доминиканской Республике, где правил диктатор Рафаэль Трухильо. Из Доминиканской Республики она впоследствии перебралась в Португалию, а потом — в Испанию, где в 1973 году Фульхенсио Батиста скончался после сердечного приступа. Свой дом в Дейтона-Бич и коллекцию произведений изящного искусства, вывезенных с Кубы, завещал этому городу. Его дом кратковременно существовал как музей, однако в 1971 году был продан городским властям и преобразован в церковь.
После смерти мужа Марта переехала в Уэст-Палм-Бич. Она жила вдали от политики и вела затворнический образ жизни, сотрудничала с местными медицинскими благотворительными организациями. Так, с помощью организации сбора средств она приобрела кирпичи для госпиталя Джексона в Майами.

### Смерть
Здоровье вдовы Батисты начало ухудшаться после хирургической операции, перенесённой ей в 1995 году. Марта Фернандес Миранда де Батиста умерла от болезни Альцгеймера в своём доме в Уэст-Палм-Бич в 2006 году в возрасте 82 лет. Отпевание Батисты состоялось в католической церкви Св. Юлианы в Уэст-Палм-Бич, а похоронена она была в Мадриде.
Батиста пережила четверых детей, рождённых ею от Фульхенсио Батисты: Хорхе Луиса, Роберто Франсиско, Фульхенсио Хосе и Марту Малуф. Другой её сын, Карлос, умер от лейкемии.